# المجنونة
المجنونة (بالفرنسية:La Folle) هي قصة قصيرة للكاتب غي دو موباسان نشرت عام 1882.

## تاريخ
نشرت القصة بداية في مجلةلو غالوا في عدد 6 ديسمبر 1882، ثم في تجميعية قصص ديك الغاب عام 1883.